# Kappel am Albis
Kappel am Albis är en ort och kommun i distriktet Affoltern i kantonen Zürich, Schweiz. Kommunen har 1 323 invånare (2023).
I kommunen finns även byarna Uerzlikon och Hauptikon.